# Hatebreed
Hatebreed — культовая американская металкор-группа из Коннектикута.

## История
Hatebreed образовались в конце 1994 года в городе Нью-Хейвен. Участники группы считали, что нет ни одной достаточно брутальной хардкорной банды, и решили создать именно такую группу.
В 1996 ребята подписали контракт с небольшим музыкальным лейблом под названием Victory Records, на котором был издан мини-альбом Under The Knife. Он вскоре стал самым продаваемым дебютным диском за всю историю Victory Records. В поддержку пластинки Hatebreed объездили с концертами почти все Восточное побережье, в числе которых были выступления на разогреве у Deftones, Napalm Death, Entombed и Slayer.
В 1997 году коллектив выпустил свой первый полноценный альбом Satisfaction Is The Death Of Desire. Вслед за его выходом Hatebreed возобновили гастрольную деятельность. В течение почти трёх лет команда непрерывно колесила по миру. Довольно плавно Hatebreed вышли из андерграунда и вошли в мейнстрим хардкор-движения.
Как только жизнь начала потихоньку налаживаться, ребята столкнулись с новой проблемой: у них не заладились отношения с Victory Records, ввиду чего контракт не был продлен. Кроме того, команду оставили гитарист Лу Ричардс и барабанщик Ригг Росс. На место последнего был приглашён новый ударник — Мэтт Бёрн. Также планировалось найти подходящую замену второму гитаристу, но Шон Мартин заявил, что справится со всем один. Было принято решение заняться подготовкой материала для второго альбома.
Но в 2001 году, когда парни подписались на лейбл Universal Records, все пошло в гору. В результате в марте 2002 года увидело свет новое творение группы под названием Perseverance. Perseverance дебютировал на пятидесятой строчке Billboard 200, что было весьма неплохим результатом для стиля, в котором играли Hatebreed. За первую неделю было продано более 20 000 копий диска, а уже через месяц отметка перевалила за 200 000 копий.
2003 год начался для Hatebreed с записи нового альбома. В итоге, в сентябре 2003 года они свели очередной диск, получивший название Rise Of Brutality. Альбом дебютировал на 30-й строчке Billboard, а сами Hatebreed в его поддержку организовали «Rise Of Brutality Tour», в котором группу согласились сопровождать Shadows Fall, Six Feet Under и Death Threat. К концу 2003 года тираж Rise Of Brutality достиг 300 000 копий.
Четвёртый альбом, Supremacy, был издан в августе 2006 года, впервые в сотрудничестве с Roadrunner Records, став также первым альбомом с новым гитаристом Френком Новинеком (который ранее играл с группами Ringworm, Terror и Integrity). Джаста представил его как «all-out onslaught of completely adrenaline-charged, in-your-face brutality». (сложнопереводимая игра слов, означает что-то вроде «скован из стремительного натиска и переполнен адреналином, жестокий мордоворот»)
9 февраля 2009 гитарист Шон Мартин покинул группу. Шон покинул группу, чтобы сосредоточиться на студийной работе. Тем не менее, Шон остается близким другом группы. В мае того же года группа выпустила альбом For the Lions, содержащий кавер-версии песен, которые сильнее всего повлияли на их творчество. А уже 29 сентября выходит пятый студийный альбом под названием Hatebreed.
В 2010 году Hatebreed принял участие в третьем ежегодном фестивале Mayhem Festival, вместе с 3 Inches of Blood, Shadows Fall и другими группами.
17 февраля 2011 года, было объявлено, что Hatebreed примет участие в четвёртом ежегодном фестивале Mayhem.
В настоящее время группа закончила работу над шестым студийным альбомом под названием «The Divinity of Purpose» (Божественная Цель), который вышел в продажу 25 января 2013 года (Великобритания / Европа) и 29 января (С. Америка).

## Музыкальный стиль и влияния
Музыку Hatebreed чаще всего описывают как металкор, хардкор-панк и битдаун-хардкор. Они считаются одной из первых и наиболее влиятельных групп металкора первой волны наравне с Earth Crisis и Integrity. Также в творчестве группы прослеживается влияние кроссовер-трэша и грув-метала. Вокалист Джейми Джаста определяет стиль группы как «Celtic Frost Hardcore».  Список групп, повлиявших на звучание Hatebreed включает в себя: Agnostic Front, Celtic Frost, Sepultura, Slayer, Carcass, Obituary, Entombed, Killing Time и Sheer Terror.
|  |  |  |

## Дискография

### Альбомы
| Дата релиза | Название                            | Лейбл              | Продажи  | Позиции в чартах | Сертификация |
| ----------- | ----------------------------------- | ------------------ | -------- | ---------------- | ------------ |
| 1997        | Satisfaction Is The Death Of Desire | Victory Records    |          |                  |              |
| 2000        | Under The Knife                     |                    |          |                  |              |
| 2002        | Perseverance                        | Universal          | 200 тыс. |                  |              |
| 2003        | The Rise Of Brutality               | Universal          | 300 тыс. | #30 в США        |              |
| 2006        | Supremacy                           | Roadrunner Records |          | #31 в США        |              |
| 2009        | For The Lions (альбом кавер-версий) | Koch               |          |                  |              |
| 2009        | Hatebreed                           | Koch               |          |                  |              |
| 2013        | The Divinity Of Purpose             | Nuclear Blast      |          |                  |              |
| 2016        | The Concrete Confessional           | Nuclear Blast      |          |                  |              |
| 2020        | Weight of the False Self            | Nuclear Blast      |          |                  |              |

### EP
- 1995 — Split 7" w/ Neglect
- 1995 — Split 7" w/ Integrity
- 1996 — Under The Knife

### Синглы
- Defeatist (2006)

## Видеоклипы
- 2002 — Perseverance
- 2002 — I Will Be Heard
- 2003 — This Is Now
- 2003 — Live For This
- 2006 — To The Threshold
- 2006 — Defeatist
- 2009 — Ghosts Of War (Slayer cover)
- 2009 — Thirsty And Miserable (Black Flag cover)
- 2009 — In Ashes They Shall Reap
- 2010 — Everyone Bleeds Now
- 2013 — Put It To The Torch
- 2013 — Honor Never Dies

## Состав

### Нынешний состав
- Джейми Джаста — вокал (1994—настоящее время)
- Крис Битти — бас-гитара (1994—настоящее время)
- Уэйн Лозинак — соло-гитара, бэк-вокал (1994—1996; 2009—настоящее время)
- Мэтт Берн — ударные (2001—настоящее время)
- Френк Новинек — ритм-гитара, бэк-вокал (2006—настоящее время)

### Бывшие участники
- Ларри Двайер, мл. — ритм-гитара, бэк-вокал (1994—1996)
- Дейв Руссо — ударные (1994—1996)
- Ник «Nickel P» Паппантонио — ударные (1996—1997)
- Мэтт МакИнтош — соло-гитара, бэк-вокал (1996—1999)
- Джейми «Pushbutton» Маккинхаупт — ударные (1997—1999)
- Ригг Росс — ударные (1999—2001)
- Лу «Boulder» Ричардс — ритм-гитара, бэк-вокал (1996—2002; умер в 2006)
- Шон Мартин — соло-гитара,бэк-вокал (1999—2009), ритм-гитара,бэк-вокал(2002-2006)